# Basket Team Crema 2009-2010
Il Basket Team Crema Serie A2 femminile FIP 2009-2010 era sponsorizzato dalla Eredi Bertolli.

## Risultati stagionali

### Prima fase
La squadra era inquadrata nel girone Nord e giungeva 9º posto conquistando il diritto ad accedere ai play off.
|  |     | Classifica finale 2009-2010    | Pt | G  | V  | P  | PtF  | PtS  |
|  | --- | ------------------------------ | -- | -- | -- | -- | ---- | ---- |
|  | 1.  | Virtus Cagliari                | 42 | 26 | 21 | 5  | 1599 | 1468 |
|  | 2.  | 811 Sauris Udine               | 38 | 26 | 19 | 7  | 1791 | 1543 |
|  | 3.  | Meccanica Nova Bologna         | 38 | 26 | 19 | 7  | 1639 | 1500 |
|  | 4.  | Iveco Lenzi Bolzano            | 32 | 26 | 16 | 10 | 1480 | 1456 |
|  | 5.  | Sea Logistic Sanga Milano      | 28 | 26 | 14 | 12 | 1892 | 1808 |
|  | 6.  | Tecno Allarmi Cervia           | 26 | 26 | 13 | 13 | 1618 | 1659 |
|  | 7.  | C.U.S. Cagliari                | 26 | 26 | 13 | 13 | 1519 | 1568 |
|  | 8.  | Fila San Martino di Lupari     | 24 | 26 | 12 | 14 | 1476 | 1451 |
|  | 9.  | Eredi Bertolli Crema           | 22 | 26 | 11 | 15 | 1579 | 1662 |
|  | 10. | Pilot Italia Biassono          | 20 | 26 | 10 | 16 | 1681 | 1701 |
|  | 11. | Roby Profumi Borgo Val di Taro | 20 | 26 | 10 | 16 | 1587 | 1670 |
|  | 12. | Mercede Alghero                | 20 | 26 | 10 | 16 | 1672 | 1703 |
|  | 13. | Sernavimar Marghera            | 18 | 26 | 9  | 17 | 1645 | 1730 |
|  | 14. | Memar Reggio Emilia            | 10 | 26 | 5  | 21 | 1498 | 1757 |

### Play-off

#### Ottavi di finale
| Squadra 1            | Totale | Squadra 2     | Gara 1 | Gara 2 | Gara 3 |
| -------------------- | ------ | ------------- | ------ | ------ | ------ |
| Fila S. M. di Lupari | 2-0    | Tec-Mar Crema | 63-46  | 79-45  |        |

La squadra rimaneva in serie A2.

## Roster A2 stagione 2009-2010
|  | Naz.              | Ruolo | Sportivo           | Anno | Alt. |  |  |
|  | ----------------- | ----- | ------------------ | ---- | ---- |  |  |
|  | Italia (bandiera) | A     | Laura Barbiero     | 1974 | 183  |  |  |
|  | Italia (bandiera) | C     | Cinzia Boschetti   | 1984 | 180  |  |  |
|  | Italia (bandiera) | G     | Anna Brognoli      | 1991 | 170  |  |  |
|  | Italia (bandiera) | G     | Paola Caccialanza  | 1989 | 178  |  |  |
|  | Italia (bandiera) | G     | Sara Canova        | 1989 | 174  |  |  |
|  | Italia (bandiera) | G     | Martina Capoferri  | 1991 | 174  |  |  |
|  | Italia (bandiera) | G     | Annalisa Censini   | 1979 | 170  |  |  |
|  | Italia (bandiera) | C     | Gilda Cerri        | 1990 | 185  |  |  |
|  | Italia (bandiera) | P     | Laura Frusca       | 1980 | 160  |  |  |
|  | Italia (bandiera) | A     | Chiara Lodi        | 1993 | 180  |  |  |
|  | Italia (bandiera) | P     | Elena Pedrini      | 1991 | 170  |  |  |
|  | Italia (bandiera) | A     | Claudia Pellegrino | 1989 | 183  |  |  |
|  | Italia (bandiera) | P     | Norma Rizzi        | 1993 | 172  |  |  |

### Staff tecnico
| Allenatore:         | Filippo Bacchini     |
| Primo assistente:   | Gianluca Pamiro      |
| Secondo assistente: | Giuseppe Soffiantini |